# Ранси (вино)
Ранси (кат. vi ranci; синонимы:  vi bo, vi de pair, vi generós sec) — креплёное десертное вино, которое характерно для каталонских земель по обе стороны от франко-испанской границы. Название в переводе означает «окислившееся вино». 
Для производства белого вина обычно используются сорта макабео и белая гарнача, красного — чёрная гарнача (в комарке Алаканти — монастрель). 
Вино настаивается минимум один год в дубовой ёмкости. Сахаристость вина превышает 12º, количество спирта до крепления — менее 12 %. После крепления крепость вина варьируется в традиционном для испанских десертных вин диапазоне от 15 % до 20 %.
Вино ранси может использоваться в качестве основы для коктейля сайдкар вместо бренди и коньяка.